# Poul Jensen

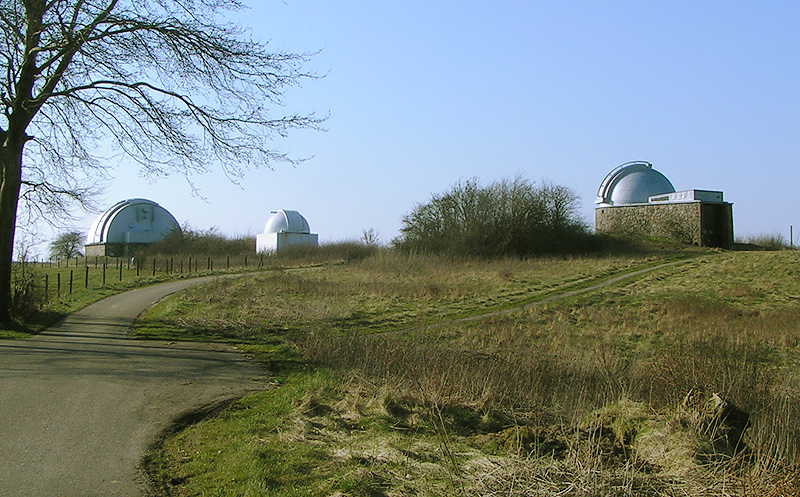
O Observatório Brorfelde

Poul Jensen é um astrônomo dinamarquês.
Enquanto trabalhava no Observatório Brorfelde, situado na Universidade de Copenhague, Dinamarca, descobriu inúmeros asteroides. Entre os anos de 1967 a 1969, auxiliou nas observações posicionais, com o observatório-móvel numero 7. Ele tambem foi co-descobridor (com Carolyn S. Shoemaker), do Cometa Jensen-Shoemaker denominado também de (1987g1). A partir de 2004 ele começou a publicar sobre os Planetas circulares Menores.